# Du Chatelet (cràter)
Du Chatelet és un cràter d'impacte en el planeta Venus de 18,5 km de diàmetre. Porta el nom d'Émilie du Châtelet (1706-1749), matemàtica, física i escriptora francesa, i el seu nom va ser aprovat per la Unió Astronòmica Internacional el 1994.